# ATC-kod D08: Antiseptika och sårmedel
ATC-kod D08: Antiseptika och sårmedel är en del av klassificeringssystemet ATC (Anatomical Therapeutic Chemical Classification System) för läkemedel och vissa andra medicinska produkter. ATC utvecklas av WHO och består av alfanumeriska koder indelade i grupper utifrån anatomi, medicinsk funktion och läkemedelstyp på 5 olika kodnivåer. Denna sida utgör innehållet i en specifik grupp på nivå 2.

## D08AAntiseptikaochsårmedel

### D08AAAkridinderivat
D08AA01 Etakridinlaktat
D08AA02 Aminoakridin
D08AA03 Euflavin

### D08ABAluminiumföreningar
Inga undergrupper.

### D08ACBiguaniderochamidiner
D08AC01 Dibrompropamidin
D08AC02 Klorhexidin
D08AC03 Propamidin
D08AC04 Hexamidin
D08AC05 Polihexanid
D08AC52 Klorhexidin, kombinationer

### D08ADBorsyrapreparat
Inga undergrupper.

### D08AEFenoloch derivat
D08AE01 Hexaklorofen
D08AE02 Polikresulen
D08AE03 Fenol
D08AE04 Triklosan
D08AE05 Kloroxylenol
D08AE06 Bifenylol

### D08AFNitrofuranderivat
D08AF01 Nitrofural

### D08AGJodpreparat
D08AG01 Jod/oktylfenoxipolyglykoleter
D08AG02 Povidon-jodid
D08AG03 Jod
D08AG04 Dijodhydroxipropan

### D08AHKinolinderivat
D08AH01 Dekvalan
D08AH02 Klorkinaldol
D08AH03 Oxikinolin
D08AH30 Kliokinol

### D08AJ Kvartäraammoniumföreningar
D08AJ01 Bensalkon
D08AJ02 Cetrimon
D08AJ03 Cetylpyridin
D08AJ04 Cetrimon
D08AJ05 Benzoxoniumklorid
D08AJ06 Didecyldimetylammoniumklorid
D08AJ57 Oktenidin, kombinationer
D08AJ58 Benzetoniumklorid
D08AJ59 Dodekloniumbromid, kombinationer

### D08AKKvicksilverprodukter
D08AK01 Kvicksilver(II)amidoklorid
D08AK02 Fenylmerkuriborat
D08AK03 Kvicksilver(II)klorid
D08AK04 Merkurokrom
D08AK05 Kvicksilver, metallisk
D08AK06 Tiomersal
D08AK30 Kvicksilver(II)jodid

### D08ALSilverföreningar
D08AL01 Silvernitrat
D08AL30 Silver

### D08AX Övriga antiseptika och sårmedel
D08AX01 Väteperoxid
D08AX02 Eosin
D08AX03 Propanol
D08AX04 Natriumtosylkloramid
D08AX05 Isopropanol
D08AX06 Kaliumpermanganat
D08AX07 Natriumhypoklorit
D08AX08 Etanol
D08AX53 Propanol, kombinationer

### Engelska
- WHO Collaborating Centre for Drug Statistics Methodology - ATC Index
- WHO Collaborating Centre for Drug Statistics Methodology - ATCvet Index

### Svenska
- SIL online
- FASS.se - ATC
- FASS.se - Veterinär-ATC
- Sök läkemedelsfakta - Läkemedelsverket
- Socialstyrelsen : Klassifikationer
- Nationellt produktregister för läkemedel - NPL